# Marañuela
La marañuela es un dulce típico de los pueblos de Luanco y Candás en Asturias (España), compuesto principalmente de harina, azúcar, huevo, mantequilla clarificada y ralladura de limón.

## Origen
Su origen está es un poco difuso, aunque la historia más cercana las liga al mundo marinero. En Semana Santa era cuando los barcos solían regresar a puerto y se abastecían de ellas antes de volver a partir. Por eso tradicionalmente se siguen realizando en estas fechas. Son típicas de las villas costeras de Luanco, siendo la elaboración en los dos lugares ligeramente diferente.
Su principal origen es de la playa de Luanco
Aunque se pueden tomar todo el año, se suele elaborar el domingo de Pascua y ofrecerse entre familiares, principalmente entre padrinos y ahijados.

## Características
Debida a su historia cercana al mar se solían realizar con forma de nudo marinero, tradición que aún se conserva.
También la marañuela se elabora en forma de espiral, la denominada «galleta de marañuela», o en forma entrelazada, el bollo de marañuela. En algunas ocasiones con forma de estrella de cuatro picos, denominado por esta razón, en ciertas ocasiones como "bollo de cuernos": se suele servir como desayuno en rodajas finas, siendo costumbre que los más jóvenes empiecen sirviéndose los cuatro picos, generalmente los más tostados y crujientes. Se suele preparar el domingo de Pascua, y en esta ocasión los padrinos corresponden con el padrino ofreciéndole la palma que los ahijados le han entregado el día de Ramos. Es tradicional entregar este postre típico junto con una pluma natural de ave (principalmente de aves típicas de la zona) y, en algunos concejos, un pequeño botijo cerámico con vino especiado casero. 

## Otras variedades
Existe una variedad de marañuela conocida como marañuela de Avilés, que es una especie de pan dulce. Ambos dulces se denominan del mismo modo pero son absolutamente distintos, en forma e ingredientes, ya que la marañuela de Avilés en forma se asemeja a un bollo de pan y la marañuela de Luanco y Candás se parece más a una pasta.